# Andrea Kutsch

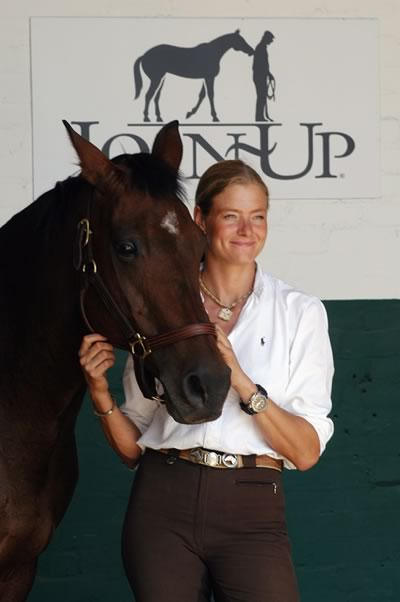
Andrea Kutsch

Andrea Kutsch (* 23. Dezember 1967 in Frankfurt am Main) ist eine deutsche Pferdebuchautorin und Pferdetrainerin.

## Leben
Andrea Kutsch bekam mit fünf Jahren ihr erstes Pony und erhielt im Alter von sechs Jahren den ersten Reitunterricht. 1985–1988 machte sie eine Ausbildung zur Groß- und Außenhandelskauffrau und arbeitete bis 1992 in diesem Beruf.
In den Jahren 1992 bis 1994 war sie professionelle Windsurferin der internationalen Vereinigung PBA (Professional Boardsailors Association) sowie der GWSA (German Windsurfers Association). Sie war Achte der Weltrangliste der PBA in der Disziplin Slalom sowie Erste der Gesamtrangliste der GWSA in den Disziplinen Slalom, Kursrennen und Waveriding.
Nach ihrer Ausbildung zur Groß- und Außenhandelskauffrau arbeitete Andrea Kutsch in verschiedenen PR-Agenturen und gründete auch eine eigene Firma, den Kutsch-Marktforschungsservice, in Hamburg. Dafür wurde sie 1997 mit dem Albert Darboven Ideen-Förderpreis für erfolgreiche Jungunternehmerinnen ausgezeichnet. Sie verkaufte das Unternehmen 1999.

## Pferdesport
Von 1999 bis 2002 erlernte sie auf der Flag is Up Farms in Solvang, Kalifornien, bei Monty Roberts dessen Trainingsmethoden für Problempferde (Join-Up). In den Jahren 2000 bis 2003 nahm sie an den weltweiten Tourneen von Monty Roberts zur Demonstration der Arbeit mit Problempferden teil. Solche Vorführungen gab es unter anderem in der Rudi-Sedlmayer-Halle in München, in der ColorLine-Arena in Hamburg sowie in europäischen Stadthallen mit bis zu 20.000 Zuschauern.
2002 gründete sie das erste deutsche Monty Roberts Learning Center in Alveslohe bei Hamburg. Sie arbeitete international als Pferdetrainerin für Pferde verschiedener Sportdisziplinen, wie Rennsport, Springsport, Dressursport und Polo, mit einem Schwerpunkt auf die Korrektur von Problemverhalten.
Im Jahre 2004 publizierte sie zu der 5-teiligen TV-Serie „Die Pferdeflüsterin“ das gleichnamige TV-Begleitbuch und 2005 wirkte sie in der Rolle der Pferdeflüsterin in einem dreiteiligen TV-Jugendfilm Alina mit und wurde dadurch sehr bekannt.
Im Jahre 2005 erhielt Andrea Kutsch einen Lehrauftrag an der tiermedizinischen Fakultät der Universität Zürich.
Von 2006 bis 2010 hatte sie eine Zusammenarbeit mit Paul Schockemöhle auf seinem Gestüt Lewitz.

### Akademie

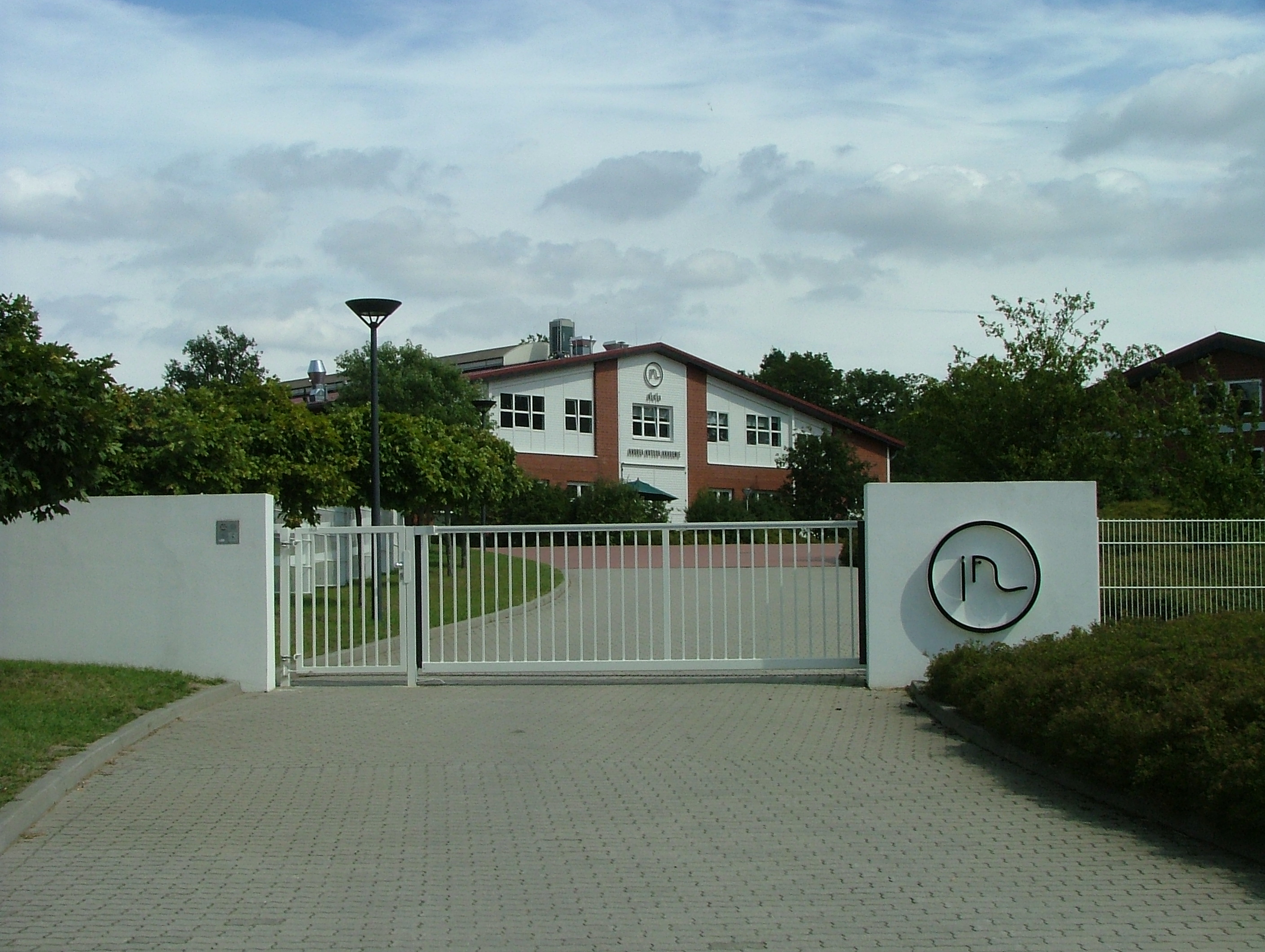
Ehemalige Andrea Kutsch Akademie in Bad Saarow im Jahr 2007. Seit 2013 „Klinik für Pferde“ der FU Berlin. Die AKA ist in ein anderes Gebäude gezogen.

Im Jahre 2006 gründete sie die „Andrea Kutsch Akademie“ in Bad Saarow-Silberberg. Seit 2010 bietet die Andrea Kutsch Akademie die Ausbildung zum EBEC-Trainer (Evidence Based Equine Communication) an, nach der von Andrea Kutsch entwickelten Trainingsmethode „EBEC“.

## Fernsehen
- Alina, 2005, dreiteiliger TV-Jugendfilm, Mitwirkung in der Rolle der Pferdeflüsterin

## Werke
- Die Pferdeflüsterin: Wie man mit Pferden spricht und ihnen antwortet. Cadmos, 2005, ISBN 978-3-86127-620-3.
- Die Pferdeflüsterin erzählt. Lübbe, Bergisch Gladbach 2006, ISBN 978-3-7857-2057-8 (auch in polnischer Sprache erschienen ISBN 978-83-7579-026-9).
- Die Pferdeflüsterin antwortet. Lübbe, Bergisch Gladbach 2007, ISBN 978-3-7857-2312-8.
- Aus vollem Herzen. Wie ich erst die Pferde verstand und dann das Leben. Lübbe, Köln 2018, ISBN 978-3-431-04113-2.
- Aus dem Blickwinkel der Pferdes. Franckh-Kosmos-Verlag 2019, ISBN 978-3-440-16766-3. (in die englische Sprache übersetzt)